# Hylemya subcilicrura
Hylemya subcilicrura är en tvåvingeart som först beskrevs av Seguy 1937.  Hylemya subcilicrura ingår i släktet Hylemya och familjen blomsterflugor. Inga underarter finns listade i Catalogue of Life.